# Чендлер, Джордж
Джордж Чендлер (англ. George Chandler; 30 июня 1898 — 10 июня 1985) — американский актёр.
Родился в Уокиган, штат Иллинойс. Снялся во многих фильмах, в том числе «Роковой стакан пива» (1933) и «Brother, Can You Spare a Dime?» (1975). Наибольшую известность принесла роль Петри Мартина в сериале «Лесси». Был президентом Гильдии киноактёров США (1960—1963).
Умер в Панорама-Сити, Калифорния от рака.

## Избранная фильмография
- 1933 — Роковой стакан пива
- 1936 — Ярость
- 1937 — Звезда родилась
- 1940 — Возвращение Фрэнка Джеймса
- 1941 — Вестерн-Юнион
- 1946 — Странное воплощение
- 1947 — Рассчитаемся после смерти
- 1975 — Капоне